# Darsalame
Darsalame (również Darsalam) – wieś (osada) w południowej Gwinei Bissau; w regionie Quinara; 713 mieszkańców (2009).
W skład wsi wchodzą trzy kolonie:
- Darsalame de Baixo (576 mieszkańców)
- Darsalame de Cima (I, 117 mieszkańców)
- Darsalame de Cima (II, 20 mieszkańców)

W Darsalame urodził się Malam Bacai Sanhá (1949-2012) - polityk, prezydent Gwinei Bissau od 14 maja 1999 do 17 lutego 2000.